# 挪威宪法

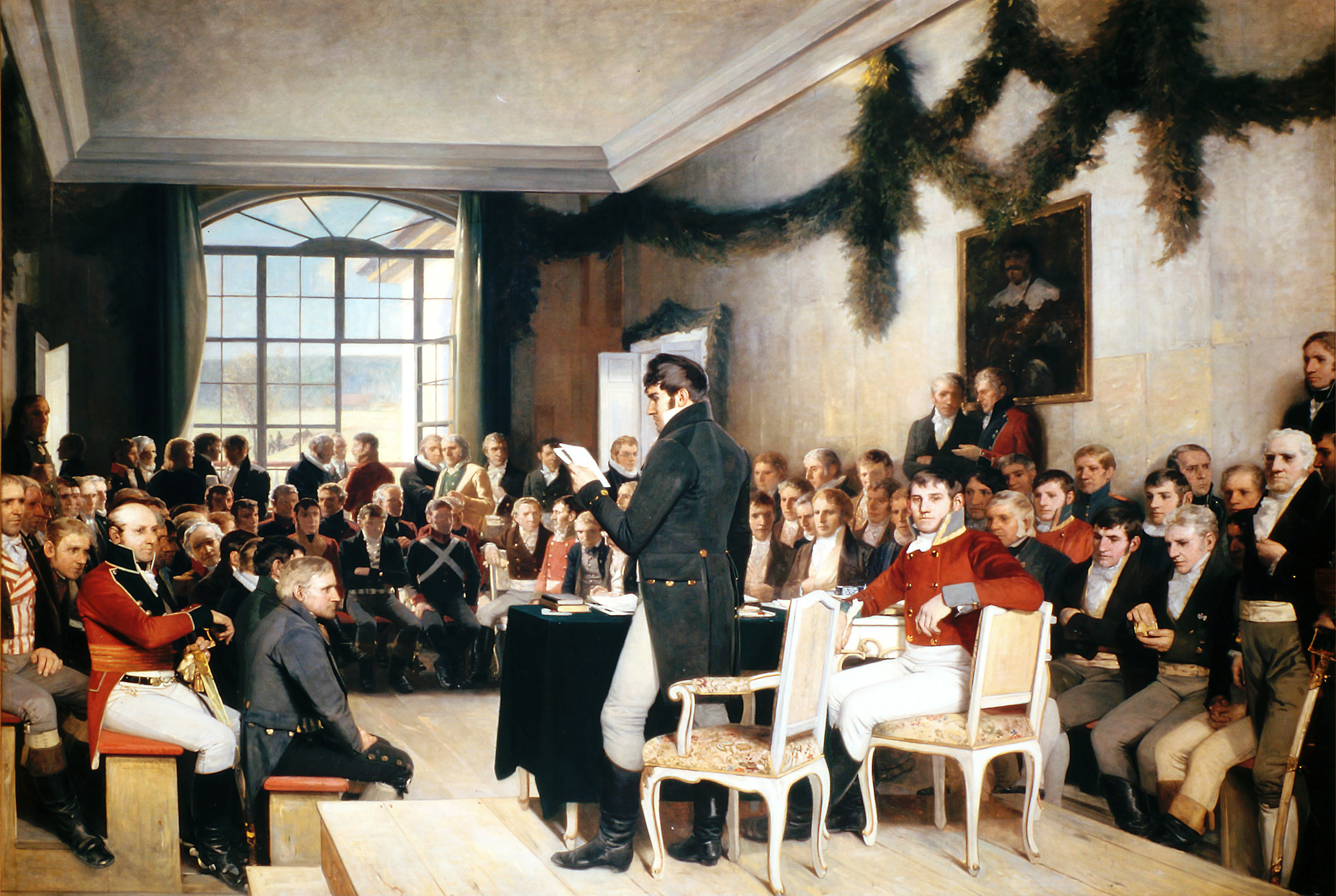
1814年在埃兹沃尔召开国民大会（Riksforsamlingen）时的情景

挪威王国宪法（挪威語：Kongeriket Norges Grunnlov）是挪威现行的根本大法。该宪法于1814年5月16日，在位于当时的挪威首都克里斯蒂安尼亚（即现在的奥斯陆）以北的小镇埃兹沃尔召开的、带有制宪性质的挪威国民大会上获得通过，并于5月17日签署生效。这部宪法被视为当时世界上立场最激进的民主宪法之一。而宪法的签署日期5月17日也成为了现在挪威的国庆日。

## 历史
1776年的美国独立宣言（United States Declaration of Independence）、1789年的法国大革命以及随后美国和法国制定的宪法都对挪威的宪法带来了很大的启发。博采众长的挪威宪法也成为了当时世界上最激进的几部民主宪法之一。但在1814年的瑞挪战争（Det norske felttoget）中败于东部邻国瑞典之后，挪威根据莫斯协定（Mossekonvensjonen）被迫与瑞典结为共主邦联，形成瑞挪联盟（Unionen mellom Norge og Sverige）。因此挪威被迫在1814年11月4日相应地修正宪法中的若干内容。1905年，历时九十一年的瑞挪联盟宣告解散。挪威也取消宪法中的这部分修正内容。在1814年后，宪法还历经了多次其它方面的修正。最近一次的修正案于2006年2月20日通过。在第二次世界大战后恢复和平与宪政规则的时期里，挪威社会各种力量就如何修正宪法，以避免战时五年内的悲剧重演进行了激烈的争论，但是最终挪威并未因此修正宪法。在立宪以来漫长的时间里，挪威宪法的核心内容经受住了种种严峻的考验。

## 挪威宪法的发展历程
挪威的1814年宪法是当时那个时代的产物。随着挪威民主政治的发展，1814年宪法中的一些内容开始显得落后于时代。例如行政权虽然一直按照宪法由国王享有，但是通过一系列修正案，这一权利被逐渐地转移到了国王的国务委员会（statsråd，即内阁）手中。无独有偶，原先国王有权任命阁员，而全体阁员也只向国王本人负责。阁员人选也不能从议会（Storting）中选取。在1870年代议会制确立之后，内阁开始通过大选产生。国王只有权任命议会多数党或多数派的成员为内阁阁揆或阁员。而内阁也只对议会负责，一旦不信任案在议会中获得通过，内阁只得总辞职。最近一次内阁总辞发生在2000年3月。当时议会以多数通过了关于兴建天然气发电站的议案，而当时的多党联合政府考虑到这一发电技术对环境的危害而拒绝执行之，只得被迫下台。
在立法实践中，相应的修正之处和实际文本中的改动还有很多。其中最重要的当属删除“犹太条款”（Jødeparagrafen）。该条款即为先前宪法的第二条，是为先前丹麦统治的遗迹。这一条款规定：“福音路德宗仍为本国的国教。信奉国教的居民也应教育他们的子女信仰此宗教。不准设立耶稣会和隐修性质的修会。禁止犹太人信奉国教。”其中的最末一句于1851年被取消。最近一次、也是第二次删除条文出现在1897年。在此之前宪法中的第十二条规定，国务委员会中的半数以上成员必须为国教会成员。这一规定在此之前一直倍受争议。1898年，挪威宪法中引入了男性公民的普遍选举权。1913年，挪威又通过修正案，在宪法中规定全体国民都享有普选权。

## 语言文字
1814年的一系列事件和当年制定的宪法在挪威的民族认同中占据了相当重要的地位。因此，为了尽可能维持宪法文本的延续性，改动的内容在遣词用句上都尽量与原始文本的风格相仿。在1814年，丹麦语仍是挪威普遍使用的书面语言。而现在挪威语的两大分支——书面挪威语（Bokmål）和新挪威语（Nynorsk）——要到19世纪末期才发展成熟。1903年，挪威对宪法的文字进行了微调，根据1814年后正寫法的变化更改了一些词语的拼写。但是在总体上，更改后的宪法的文本仍然以比较保守的19世纪丹麦文为主。
近年来的所有宪法修正案在文字上都尽可能地模仿1903年修改后的宪法版本，这使得宪法文本的语言构成非常独特。例如在现行宪法中，虽然现在“环境”一词的常见涵义已经较19世纪发生了很大的变化，但这一词语仍然按古雅的拼法写作，而非现代挪威文和丹麦文中的。与此同时，尽管“萨米（的）”（samisk）这一族群名称直到1970年代才开始普及，“萨米人”在宪法中还是被表述为了（意即萨米族群）。而在1814年和1903年版本的宪法中，相应的表述则是现在被认为带有贬损意义的“拉普人”（lappisk）。
在许多不谙19世纪丹麦语的政治家的大力推动之下，许多现代挪威语的拼写方法开始通过一系列修正案向宪法的文本之中渗透。各方提出的对宪法文本语言进行修订的方案主要有以下几种：
- 使宪法的语言与时俱进，尽量与现时的习惯用法和正寫法相吻合。
- 维持1903年版本的语言风格，对此后经修正案修改、且语言风格与1903年版本不一致的章节进行修改，使之与宪法文本的整体一致。
- 将整部宪法的文辞与1814年的版本相统一；但有反对意见称，对大部分现代挪威人而言，这样的修改反而会使他们更加难以理解宪法中各条款的含义。
- 将整部宪法的语言都统一为经1917年、1938年或1959年的三次重大语言文字改革之一确定的拼写形式。尽管在如此修改之后，宪法的语言仍然比较落后于时代，但这毕竟离当今的挪威文又近了一步。

2006年2月2日通过的宪法修正案便修正了宪法文本中的16处小的拼写错误，使文本与1903年的原始版本更加一致。
有人认为挪威是唯一一个将外语作为宪法语言的国家，其实这种说法并不确切。严格说来，除了使用拉丁语的梵蒂冈，挪威的确是唯一一个使用死语言修改法律和起草新法律的国家。甚言之，如果严格按照宪法的原文，挪威王国的官方名称也并非现在常用的（书面挪威语）或（新挪威语），而应该是丹麦文形式的。

## 现时的发展趋势
在挪威议会中，一直不时有议员提出议案，要求实现完全的政教分离。其言下之意就是要求修改倍受争议的宪法第二条。此类议案一直未能在议会中获得多数支持，但相关的议题仍是议员们争论的焦点。
挪威宪法将最高司法权授予了挪威的最高法院。但在19世纪最高法院却常常被议会当作政治工具加以利用，以达到其操控政府的目的。不过自1927年之后，最高法院就再也没有对政府提出过弹劾。2004年，几位议员向议会递交报告，并提出了一份宪法修正案，以调整最高法院的法律基础，从而达到减小其政治偏向的目的。2007年2月20日，该修正案在议会中以全票获得通过。之后最高法院的法庭不再如同此前那样，由最高法院法官及占议会人数四分之一的挪威上议院（Lagting）全体议员组成，将由五位常设的挪威最高法院（Norges Høyesterett）法官以及六位由议会指派的非专业法官共同构成。
一部分宪法学者认为，如果挪威要加入欧盟，就必须修改宪法中的若干条款。不过自从1994年加入欧盟的公投未能通过之后，挪威社会在加入欧盟问题上的争论渐渐平静了下来。因此在今后的几年之内，挪威就欧盟问题修改宪法的可能性并不大。